# Collyer
Collyer ist ein englischer Familienname.

## Herkunft und Bedeutung
Collyer ist ein Berufsname, der sich auf den Köhler bezieht.

## Varianten
- Collier[1]

## Namensträger
- Chad Collyer (* 1974), US-amerikanischer Wrestling-Kämpfer
- Homer Lusk Collyer (1881–1947), US-amerikanischer Zwangsneurotiker (Messie), siehe Collyer-Brüder
- Jaime Collyer (* 1955), chilenischer Schriftsteller, Essayist, Übersetzer und Universitätsprofessor
- John Johnston Collyer (1870–1941), südafrikanischer General und erster Generalstabschef der Südafrikanischen Union
- Joseph Collyer der Ältere (1714–1776), englischer Buchhändler und Verleger
- Joseph Collyer der Jüngere (1748–1827), englischer Zeichner und Kupferstecher
- Langley Collyer (1885–1947), US-amerikanischer Zwangsneurotiker (Messie), siehe Collyer-Brüder
- Laurie Collyer (* 1967), US-amerikanische Filmregisseurin und Drehbuchautorin
- Mary Collyer (Mary Mitchell; um 1716/1717–1762), englische Schriftstellerin und Übersetzerin
- Nora Collyer (1898–1979), kanadische Malerin
- Richard Collyer († 1532), englischer Tuchhändler und Stifter einer heute noch bestehenden Schule (College) in Horsham
- Robert Collyer (1823–1912), US-amerikanischer Kirchenmann englischer Herkunft
- Robin Collyer (* 1949), britisch-kanadischer Fotograf und Bildhauer